# Justin Francis Rigali
Justin Francis Rigali, ameriški rimskokatoliški duhovnik, škof in kardinal, * 19. april 1935, Los Angeles.

## Življenjepis
8. junija 1985 je bil imenovan za naslovnega nadškofa Volsiniuma in za predsednika Papeške eklestične akademije; 14. septembra istega leta je prejel škofovsko posvečenje.
21. decembra 1989 je postal tajnik Kongregacije za škofe.
25. januarja 1994 je postal nadškof Saint Louisa in 16. marca istega leta je bil ustoličen.
15. julija 2003 je bil imenovan za nadškofa Filadelfije in ustoličen je bil 7. oktobra istega leta.
21. oktobra 2003 je bil povzdignjen v kardinala in imenovan za kardinal-duhovnika S. Prisca.